# Chrysopogon conopsoides
Chrysopogon conopsoides är en tvåvingeart som först beskrevs av Fabricius 1775.  Chrysopogon conopsoides ingår i släktet Chrysopogon och familjen rovflugor. Inga underarter finns listade i Catalogue of Life.